# Bièvres (Essonne)
Bièvres – miejscowość i gmina we Francji, w regionie Île-de-France, w departamencie Essonne.
Według danych na rok 1990 gminę zamieszkiwało 4209 osób, a gęstość zaludnienia wynosiła 434 osób/km² (wśród 1287 gmin regionu Île-de-France Bièvres plasuje się na 355. miejscu pod względem liczby ludności, natomiast pod względem powierzchni na miejscu 397.).